# Mindelo

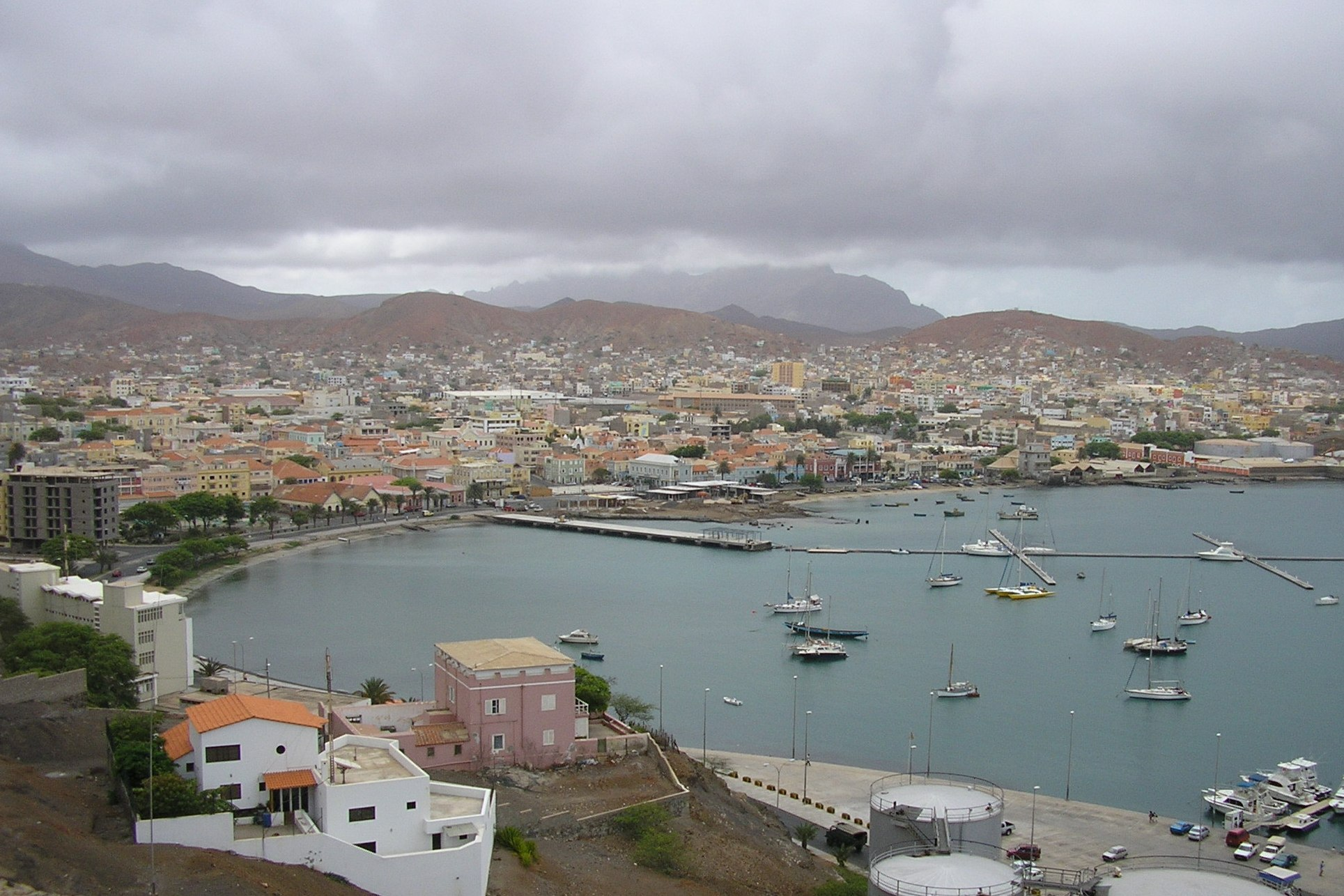
Vista de Mindelo desde Fortim.

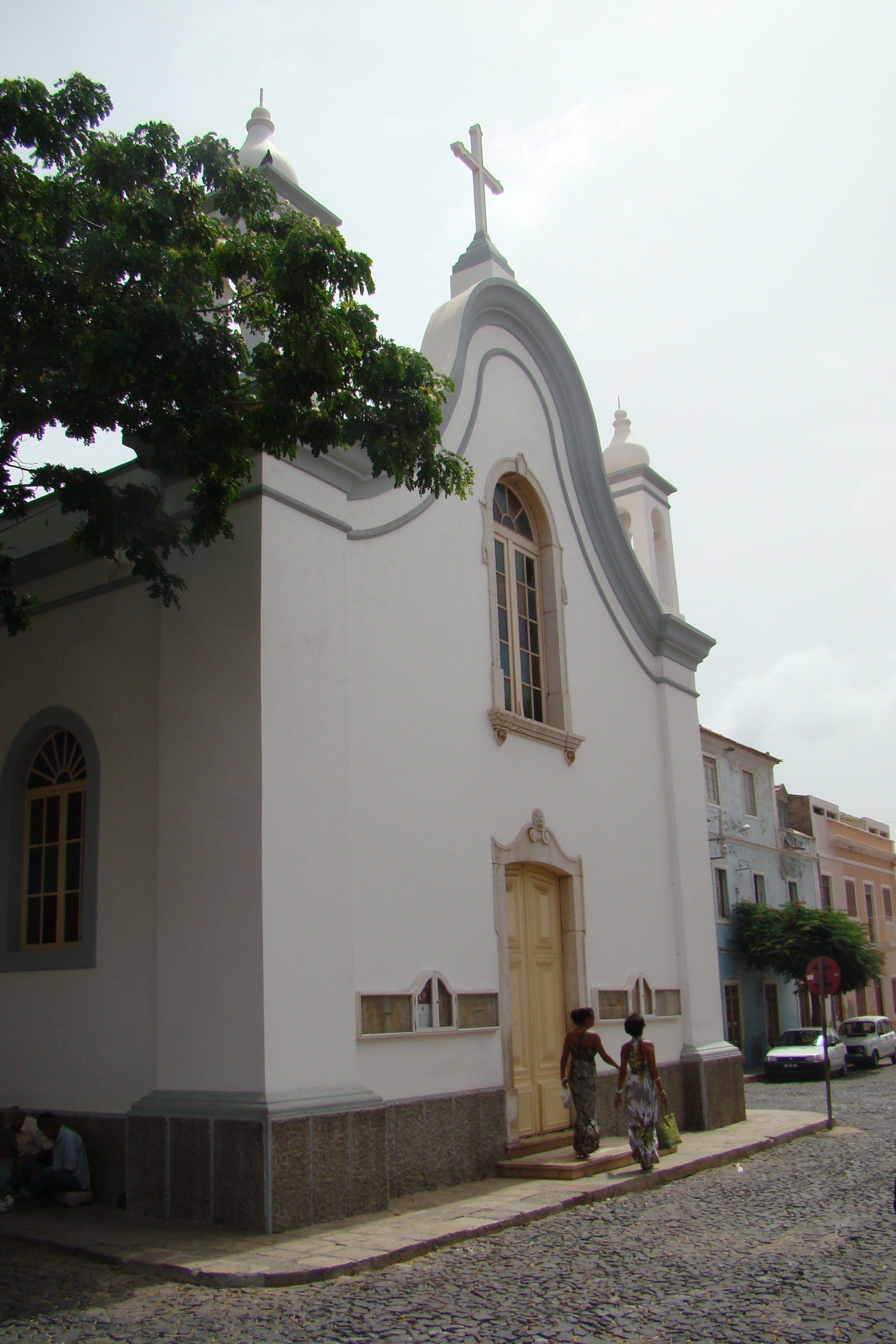
Casco histórico de Mindelo: Iglesia de Nuestra Señora de la Luz, de 1862

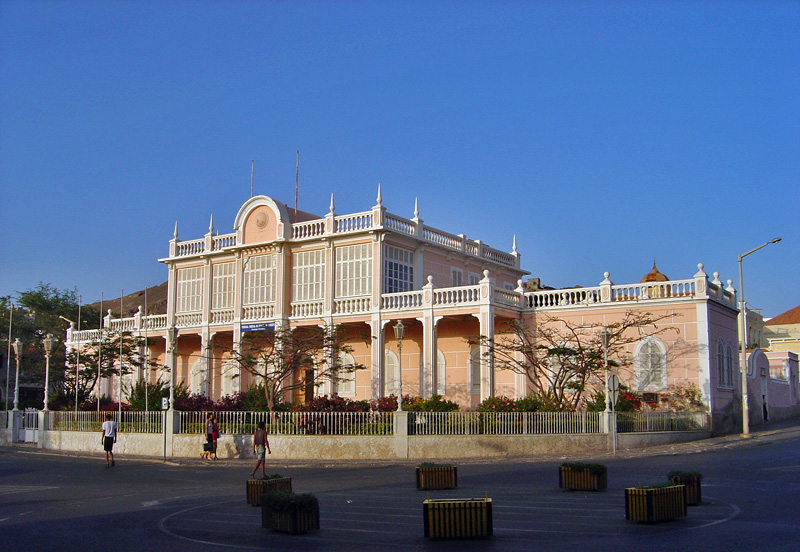
Palacio del Pueblo, antigua residencia del Gobernador

Mindelo es una ciudad caboverdiana del municipio de São Vicente. Es la segunda ciudad más grande de Cabo Verde, después de la capital, Praia. La ciudad supone el 96% de la población total de la isla de São Vicente y suele considerarse como la capital cultural del país y el origen de la morabeza, estandarte de los caboverdianos. 

## Geografía física

### Localización
Se encuentra ubicada en la Bahía de Porto Grande, que permite disponer de un amplio puerto de aguas profundas, frente a la Isla de Santo Antão, en la costa noroeste de la isla de São Vicente. Desde el 14 de abril de 1879, es la cabeza del municipio de São Vicente, que comprende la totalidad de la isla, junto con la vecina isla de Santa Luzia. El municipio tiene una única parroquia, denominada de Nossa Senhora da Luz, cuya cabeza está igualmente en la ciudad. Los núcleos de población más cercanos a Mindelo, son los de Seixal, al este; Lazareto, al oeste; y Madeiral, al sudeste.

### Orografía
La ciudad tiene forma de media luna, rodeando la Bahía de Porto Grande, delimitada en su interior por las colinas que la cercan. Todas ellas sufrieron en la época de crecimiento urbanístico importantes acciones desforestadoras. La más importante de ellas, Monte Vigía, se encuentra al oeste de la ciudad. Las montañas de Monte Cara, al sur, y el pico de Morro Branco, al noroeste, muestran también la alta explotación de la zona en otros tiempos. La ciudad es atravesada por el río Ribeira Julião, en realidad una rambla. En las cercanías se encuentra la urbanización irregular de Lazareto, a los pies del monte Cara.
El profundo puerto de Mindelo, Porto Grande, se halla unido a la bahía de Mindelo. En el fondo de la bahía existe un cráter volcánico. A la entrada de éste se halla el Islote dos Pássaros, sobre el que se encuentra el faro del puerto, a 82 m s. n. m.. 
Mindelo dispone de una playa urbana, la Playa de Laginha, situada en la zona norte de la ciudad, que es un centro de encuentro y de vida ciudadana, muy concurrida y con diversas instalaciones de restauración. Es costumbre acudir a ella el día 31 de diciembre para recibir el nuevo año, dándose un chapuzón.

## Historia

### La fundación de la ciudad

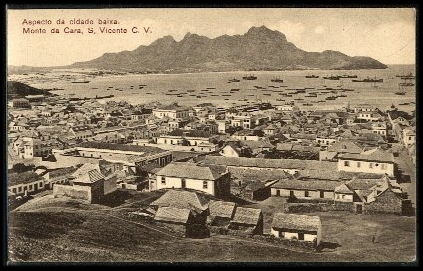
Vista de Mindelo a comienzos del.

Desde su fundación en 1795, bajo la denominación de Aldeia de Nossa Senhora da Luz, hasta la mitad del siglo XIX, Mindelo era un grupo de cabañas (palhoças) de pastores y un pequeño varadero de pescadores. En 1819, cuando contaba apenas con 120 habitantes, el gobernador António Pusich, apreciando las posibilidades del lugar como puerto, trasladó 56 familias desde Santo Antão y le dio el nuevo y pomposo nombre de Ciudad Leopoldina, en homenaje a la emperatriz María Leopoldina de Austria, esposa del rey Pedro IV. En 1821 el lugar alcanzó la población de 295 habitantes, aunque una prolongada sequía la redujo en los años siguientes. En septiembre de 1835 es nombrado gobernador Joaquim Pereira Marinho, quien convence al inglés John Lewis para visitar la isla, con el objetivo de analizar las posibilidades del puerto natural para servir de escala a los navíos de la inglesa Compañía de Indias. A pesar de contar con apenas 340 habitantes, convencido de las posibilidades de futuro, Marinho defiende acérrimamente la idea de crear una nueva capital para Cabo Verde en torno a Porto Grande. Por decreto ministerial, con aval régio, el 11 de junio de 1838 se autoriza el traslado de la capital desde Praia a Porto Grande. El traslado, sin embargo, nunca llegó a realizarse, en parte por la resistencia de la propia capital, en parte por desistimiento del gobernador Marinho.
En 1838, desde la metrópoli se decretó el cambio de nombre de la población a Mindelo, en recuerdo del desembarco del rey Pedro IV en la ciudad homónima portuguesa. Ese mismo año, se instaló en la localidad la compañía inglesa "East India", habilitando un almacén de carbón para repostaje de los vapores de sus líneas. Debido a ello, y de inmediato, a partir de 1840, los navíos de otras compañías inglesas, como la "Royal Mail", que hacían el camino que bordeaba África hacia la India (hasta 1867, no se abrió el canal de Suez), así como otras compañías que viajaban hasta Sudamérica, comenzaron a utilizar el puerto para hacer escala de aprovisionamiento. Sería la "Royal Mail" quien gestionara el suministro de carbón (1950), una vez abandonado el puerto por la "East india".

### El desarrollo portuario
En 1852, el gobierno colonial crea el concejo de São Vicente, separándolo del de Santo Antao, de quien dependía hasta entonces. A la vez, en Lisboa, se planifica el trazado de la nueva ciudad, junto con el de su puerto, y comienza la construcción con el levantamiento del Fortim d'el-Rei, enclavado en una altozano en el centro de la línea de bahía. Con el desarrollo de la actividad portuaria, la ciudad de Mindelo comenzó a crecer de forma significativa y, en 1857, ya disponía de un núcleo urbano formado por cuatro calles principales, cuatro traveseras, dos plazas y más de 170 viviendas, con una población estimada de 1.400 habitantes, pasando a ser considerada con la categoría de vila.    Ya en 1856, una grave epidemia de cólera había afectado a su crecimiento, pero fue en 1861 cuando otra epidemia, esta vez de fiebre amarilla, redujo su población a la mitad y cortó el tráfico portuario de forma drástica. La ciudad se repuso rápidamente, gracias a la inmigración desde otras islas del archipiélago, y en 1873 se tendió y puso en funcionamiento el primer cable submarino de telégrafo hasta Portugal y Brasil. En 1988, se conectaría con Praia, y con África occidental. Todo ello propició la instalación en la ciudad de un importante núcleo de europeos, especialmente ingleses, que trabajaban en la compañía de telégrafos, así como un auge económico que convirtió a Mindelo en la ciudad más rica del archipiélago, principal contribuidora de impuestos de la colonia (un 25% del total) a pesar de solamente albergar al 9% de la población de Cabo Verde.
En el año 1879, Mindelo obtuvo el rango de ciudad, alcanzando los 3.300 habitantes, con una estructura urbana consolidada, con un gran número de edificios públicos, y algunos privados, de gran porte, iluminación en sus calles, y mucha vegetación ornamental. Era ya, también, un importante centro comercial. En junio de 1880, se inauguró la primera escuela y la biblioteca pública, con más de mil volúmenes, todos adquiridos a través de donativos. También en 1880 se inició la construcción del primer hospital de la isla. En 1886, se inaugura el suministro público de agua, que permitía además abastecer a los navíos mediante un puente-grúa. Tres años después, en 1889, se alcanza el momento de mayor tráfico en el puerto, con 1.927 barcos mercantes de gran tonelaje. Sin embargo, este auge económico era paralelo al crecimiento de una población empobrecida, hacinada en infraviviendas en los suburbios de la ciudad, con sueldos de miseria y durísimas condiciones de vida, sin protección social ninguna y sin condiciones higiénicas. Ello contribuyó, junto con el trabajo en los almacenes de carbón, a una extensión importante de la tuberculosis entre la clase obrera. Y el tráfico portuario, generó un crecimiento enorme de la prostitución y, en consecuencia, de las enfermedades venéreas, especialmente de la sífilis, que llegó a suponer un grave problema por su alta mortalidad.

### La decadencia del puerto de Mindelo
A partir de los años 1890, el puerto de Mindelo entra en decadencia, especialmente por la huida de las compañías inglesas hacia otros puertos, como Las Palmas de Gran Canaria o Dakar. En 1891, se registra el despido de casi 2000 trabajadores por las empresas carboneras, lo que desató una grave hambruna. La situación se agrava en los primeros años del siglo XX, al perder posiciones el carbón frente al petróleo, como combustible de los navíos mercantes. A pesar de la creación de instituciones de tipo asistencial, la situación acaba generando revueltas para que se adopten medidas por parte del gobierno, siendo la más importante la concentración de 4.000 trabajadores ante el ayuntamiento, en 1912. También crece de forma importante la tasa de alcoholismo en la población, hasta el punto de que, en 1924, el gobernador prohíbe la entrada de cualquier tipo de aguardiente al puerto. En los primeros años 1930, una profunda crisis en los transportes marítimos de larga distancia, vinculada con el "crac del 29" y la "Gran Depresión", casi supone la ruina del puerto de Mindelo, situación agravada por la carestía de víveres que sufrió la ciudad en 1933-34. En la década siguiente, se reprodujeron las hambrunas y se inició un éxodo de trabajadores hacia la metrópoli y América, que afectó a más del 30% de la población de la ciudad.
Sin embargo, la ciudad mantenía un carácter urbano y avanzado respecto al resto del archipiélago y, desde 1917, funcionaba el Liceo Nacional, que fue la primera institución educativa del archipiélago, lo que le dio preeminencia en el ámbito cultural. En esta institución estudiarían los principales impulsores de la independencia, incluido Amílcar Cabral, así como el actual presidente, Pedro Pires, y diversas figuras de la cultura.

### Recuperación económica
A partir de 1968, la dinámica cambia y Mindelo vuelve a atraer la actividad económica, gracias a una mayor atención del gobierno colonial, primero, y al papel relevante que le da el gobierno tras la independencia (1975). Pero también, gracias a la llegada de remesas dinerarias del gran número de emigrantes. El puerto de la ciudad se convierte en la principal vía de salida y llegada de las mercaderías a Cabo Verde, centro exportador y prestador de servicios. La estabilidad política favoreció el crecimiento económico, paralelo a un paulatino crecimiento del turismo, y la población se multiplicó hasta llegar a los 82.000 habitantes actuales.

## Demografía
Gráfica demográfica de la ciudad de Mindelo:
| Gráfica de evolución demográfica de Mindelo entre 1980 y 2024 |
| No se puede compilar la entrada de EasyTimeline: EasyTimeline 1.90 Timeline generation failed: More than 10 errors found Line 21: bar:2024<ref>«poblacion». Consultado el 17 de julio de 2025.</ref> text:2024<ref>«poblacion». Consultado el 17 de julio de 2025.</ref> - Invalid attribute 'de' ignored. Specify attributes as 'name:value' pair(s). Line 21: bar:2024<ref>«poblacion». Consultado el 17 de julio de 2025.</ref> text:2024<ref>«poblacion». Consultado el 17 de julio de 2025.</ref> - Invalid attribute 'julio' ignored. Specify attributes as 'name:value' pair(s). Line 21: bar:2024<ref>«poblacion». Consultado el 17 de julio de 2025.</ref> text:2024<ref>«poblacion». Consultado el 17 de julio de 2025.</ref> - Invalid attribute 'de' ignored. Specify attributes as 'name:value' pair(s). Line 21: bar:2024<ref>«poblacion». Consultado el 17 de julio de 2025.</ref> text:2024<ref>«poblacion». Consultado el 17 de julio de 2025.</ref> - Invalid attribute '2025}}</ref>' ignored. Specify attributes as 'name:value' pair(s). Line 21: bar:2024<ref>«poblacion». Consultado el 17 de julio de 2025.</ref> text:2024<ref>«poblacion». Consultado el 17 de julio de 2025.</ref> - Invalid attribute 'de' ignored. Specify attributes as 'name:value' pair(s). Line 21: bar:2024<ref>«poblacion». Consultado el 17 de julio de 2025.</ref> text:2024<ref>«poblacion». Consultado el 17 de julio de 2025.</ref> - Invalid attribute 'julio' ignored. Specify attributes as 'name:value' pair(s). Line 21: bar:2024<ref>«poblacion». Consultado el 17 de julio de 2025.</ref> text:2024<ref>«poblacion». Consultado el 17 de julio de 2025.</ref> - Invalid attribute 'de' ignored. Specify attributes as 'name:value' pair(s). Line 21: bar:2024<ref>«poblacion». Consultado el 17 de julio de 2025.</ref> text:2024<ref>«poblacion». Consultado el 17 de julio de 2025.</ref> - Invalid attribute '2025}}</ref>' ignored. Specify attributes as 'name:value' pair(s). Line 21: bar:2024<ref>«poblacion». Consultado el 17 de julio de 2025.</ref> text:2024<ref>«poblacion». Consultado el 17 de julio de 2025.</ref> - Invalid attribute 'web\|nombre1=Poblacion\|título=poblacion\|url=https'colon'//www.exteriores.gob.es/documents/fichaspais/caboverde_ficha%20pais.pdf\|idioma=español\|fechaacceso=17' ignored. Specify attributes as 'name:value' pairs. Line 21: bar:2024<ref>«poblacion». Consultado el 17 de julio de 2025.</ref> text:2024<ref>«poblacion». Consultado el 17 de julio de 2025.</ref> - BarData definition invalid. Invalid attribute 'web\|nombre1%3d%poblacion\|título%3d%poblacion\|url%3d%https' found. Syntax: 'BarData = [bar:..] [barset:..] [link:..] [text:..]' Line 49: bar:2024<ref>«poblacion». Consultado el 17 de julio de 2025.</ref> from:0 till:82680 - Invalid attribute 'de' ignored. Specify attributes as 'name:value' pair(s). |

## Economía

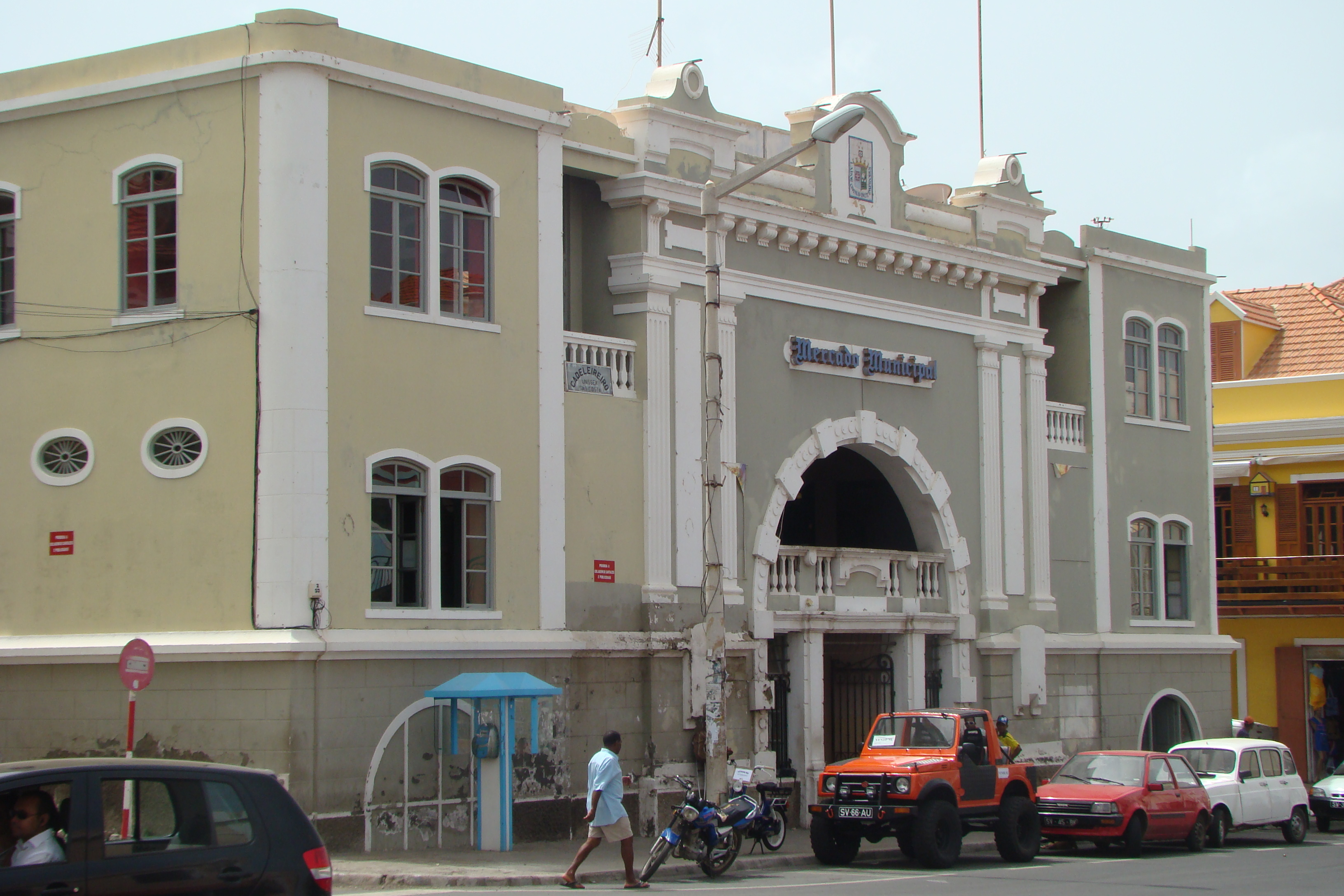
Mercado municipal de Mindelo

La economía de Mindelo se basa, principalmente, en el comercio, la pesca, los servicios y el turismo, aunque el eje de toda su actividad es el puerto. 
Porto Grande funciona como centro de entrada de mercancías y distribución de carga para las otras islas. A finales del siglo XX, el puerto alcanzó los 1750 m de muelles de atraque, de los que 340 metros estaban dedicados a la flota pesquera de bajura, con una profundidad media de 11,5 metros de calado. Con posterioridad se realizó una ampliación de las instalaciones, que permitió alcanzar los actuales 45.000 m², conquistados al mar, con una terminal de tráfico mercante, que incluye una gran dársena para descarga y almacenamiento de contenedores, una terminal de pasajeros (desde donde zarpan los ferris a las islas vecinas) y otras modernas instalaciones de apoyo. Existen también cinco almacenes portuarios e instalaciones frigoríficas para conservación de alimentos. Además, se ha construido una moderna Marina Deportiva, con instalaciones de ocio, que incluyen tiendas, restaurantes y locales nocturnos.
Existe también en Mindelo un moderno y bien equipado astillero de reparación de naves – Cabnave – que presta todo tipo de servicios a los navíos nacionales y extranjeros. El astillero está equipado con un sistema de elevación transversal "slipway"; seis parques para barcos de hasta 110 m de eslora y 2800 toneladas; 145 m de muelles disponibles; talleres de mecânica, caldera, electricidad, tubos y carpintería; tratamientos de superficie y otros servicios complementarios.
La pesca es un sector importante de la economía mindelense, aunque la flota local es una flota casi exclusivamente de bajura, con destino al consumo de la isla y de la vecina Santo Antão. El canal de comercialización directa de la pesca es el Mercado de Peixe, situado en la Avenida de la República, junto al puerto pesquero. Recientemente, se han instalado algunas empresas transformadoras y conserveras, pertenecientes a las multinacionales Fishpakers y Frescomar.
La industria más desarrollada es la desalinización de agua de mar, para su uso potable. La Planta Desalinizadora de Mindelo, gestionada por la empresa privada Electra, tiene una producción media de 2900 m³/día, lo que supone una tasa de cobertura del 65% de la demanda de agua potable.
Del resto de las actividades de servicios, la más importante, especialmente por su progresión, es el Turismo. Se trata de un turismo muy vinculado al carácter cultural de la ciudad, y al turismo de senderismo y naturaleza que crece de forma paulatina en la vecina isla de Santo Antão. De forma lenta pero constante, se van conformando también algunos núcleos de turismo de sol y playa, especialmente en las cercanas y pequeñas localidades de São Pedro, Calheu y Baia das Gatas, que desarrollan su ocio en la ciudad. Mindelo dispone de un creciente parque de plazas hoteleras y algunos restaurantes, además de un gran número de casas de comida y locales con música en directo.

## Transporte
El reducido tamaño de la isla de São Vicente, apenas 227 km², hace que los sistemas de transporte público terrestre estén muy poco desarrollados, siendo el medio predominante el taxi, aunque existen algunas líneas de aluguer, consistentes en vehículos tipo van que se alquilan colectivamente, en una forma muy parecida a los autobuses de línea.

### Transporte aéreo
El acceso principal a Mindelo se hace a través del Aeropuerto Internacional Cesária Évora, situado en la localidad de São Pedro, 7 km al suroeste de la ciudad, junto a la playa. Tiene vuelos internos diarios, con las islas de Sal, Santiago y São Nicolau, con la compañía Cabo Verde Airlines y varios vuelos internacionales, especialmente con Lisboa, con la compañía TAP Portugal.

### Transporte marítimo

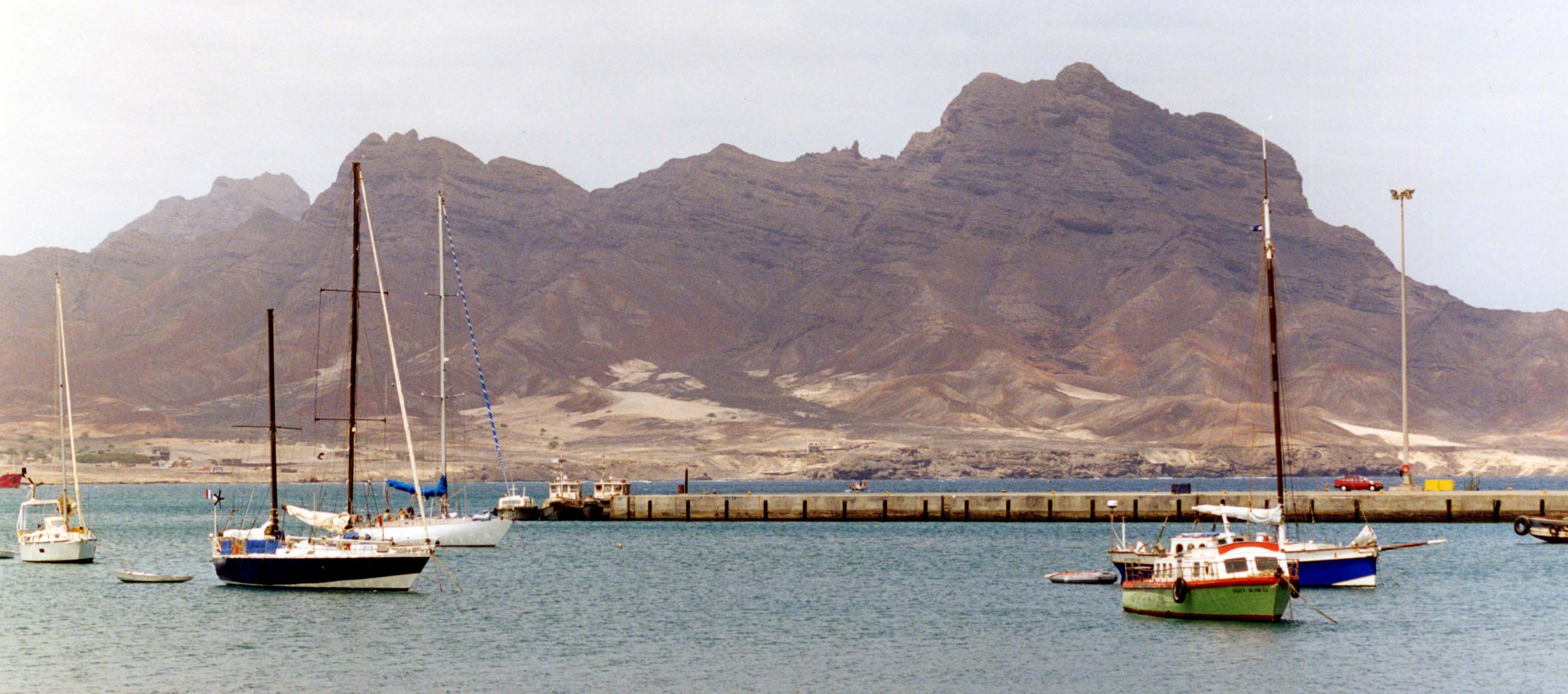
La marina deportiva y el monte Cara

La comunicación con la isla más cercana, Santo Antão, se realiza mediante un ferry o transbordador que cruza el canal, que separa las islas, dos veces al día y viceversa, llevando hasta 450 pasajeros, además de coches y carros. Une el puerto de Mindelo con el de Porto Novo, y actualmente está gestionado por la compañía canaria Armas. La travesía dura unos 50 minutos. También existe comunicación por ferry con las islas de Brava y Fogo, dos veces a la semana, y con las de Santiago y São Nicolau, una vez semanal.

## Servicios públicos

### Sanidad
Tiene un hospital público llamado Doctor Baptista de Sousa y varias clínicas privadas: Medicentro, Urgimed, Urgimed Health Hospitality

### Seguridad
Dispone de la prisión de Ribeirinha.

## Medios de comunicación
- Mindelo FM.
- Radio Clube de Mindelo.
- Radio Morabeza.
- Televisão do Povo de São Vicente.
- Radio e Televisao Caboverdiana
- RecordTV Cabo Verde

## Organización territorial y urbanismo

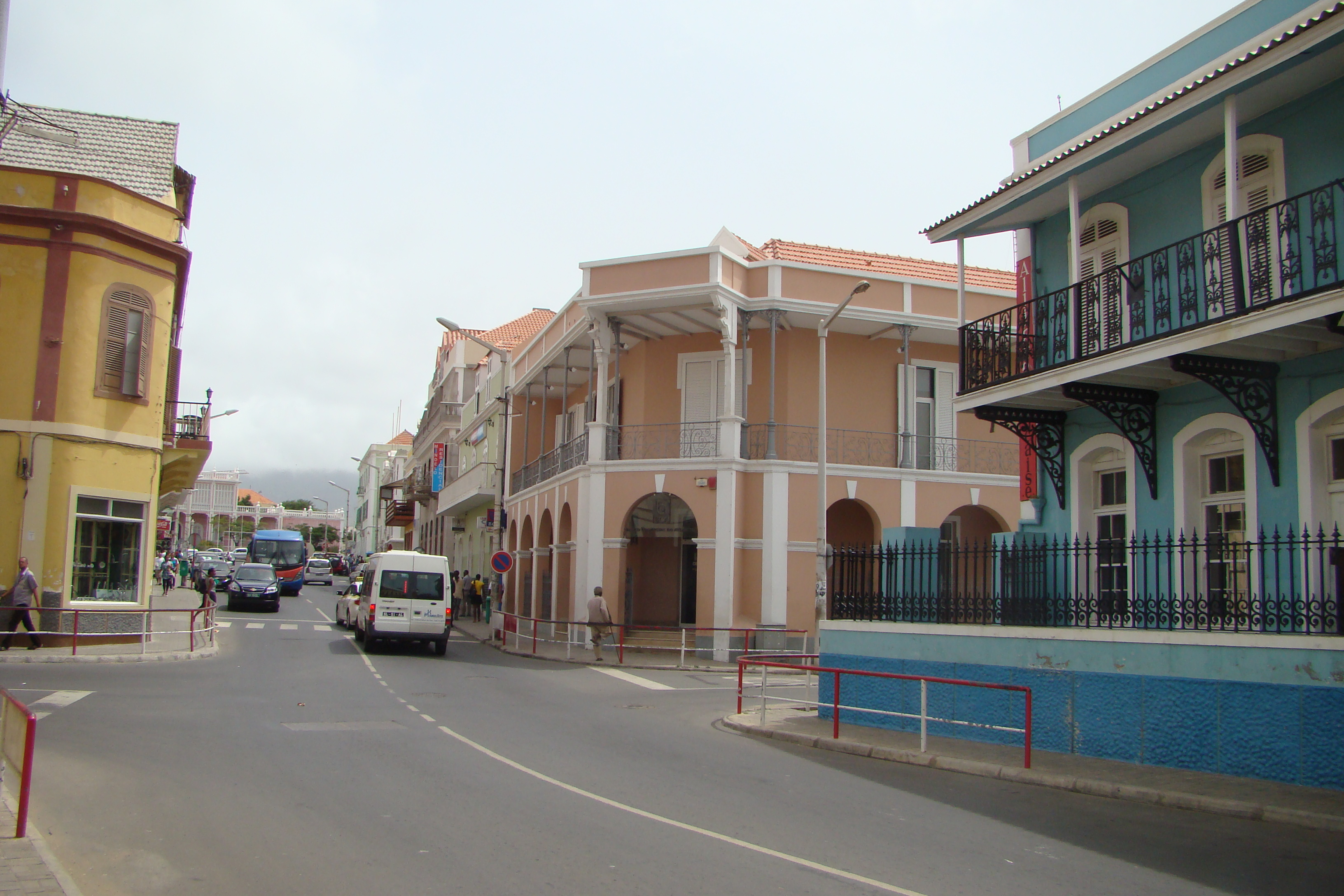
Casco histórico de Mindelo: Cruce de la Rua Lisboa con la Av. 5 de Julho

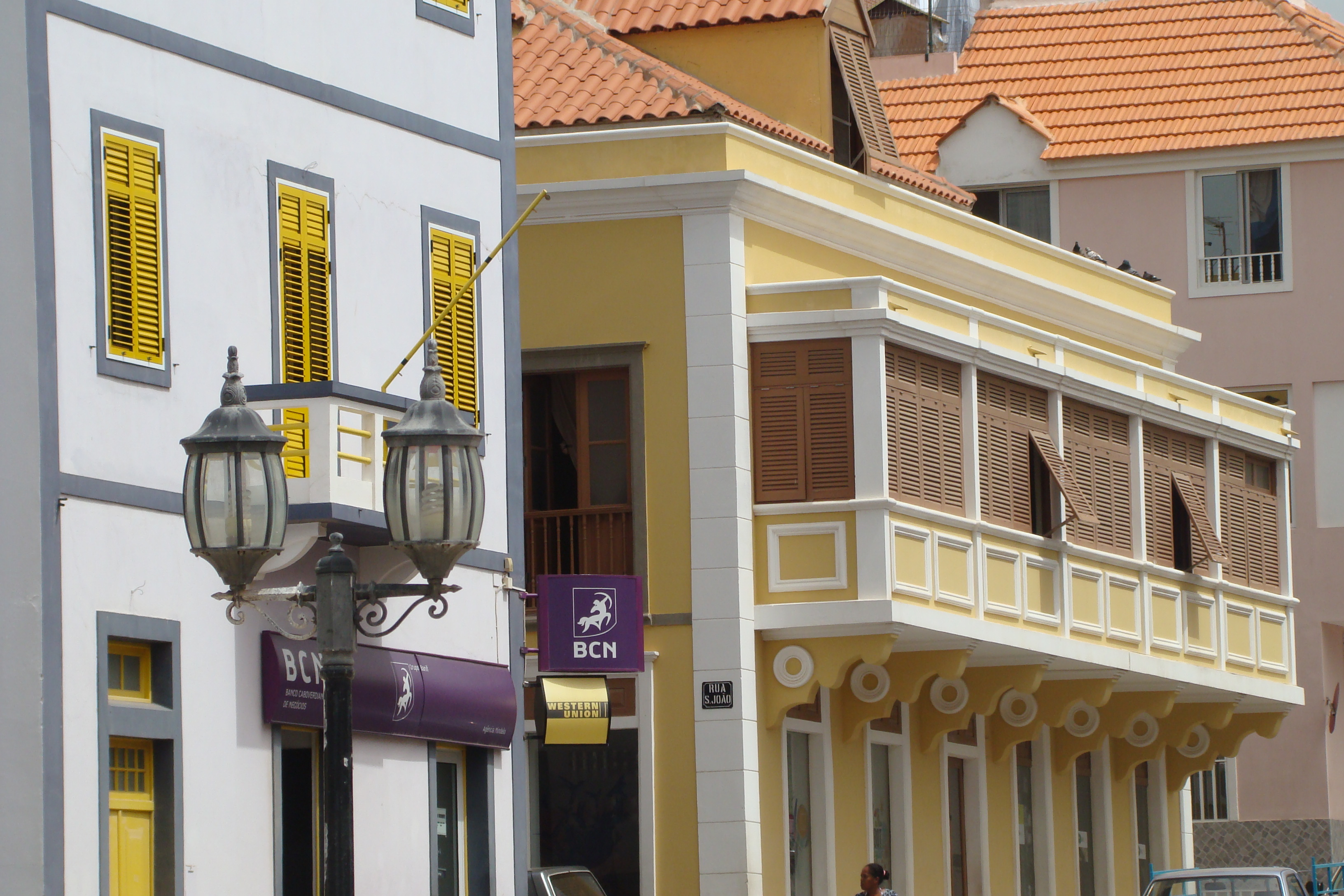
Casco histórico de Mindelo: Casas coloniales

El centro colonial se sitúa frente al puerto y bajo el cerro del Fortim d'el Rei. Se organiza alrededor de la Pracinha da Igreja, donde se ubican el Ayuntamiento y la iglesia de Nuestra Señora de la Luz, construida en 1862. La Rua Libertadores de África, conocida popularmente como Rua Lisboa, que une el puerto y el Palacio del Pueblo (antigua residencia del Gobernador), es el eje principal del centro histórico, y en ella se encuentran el Mercado Municipal, la Biblioteca, el Centro Cultural y los principales bancos. Este centro está rodeado de zonas residenciales más recientes, de nivel económico medio-alto. En las décadas recientes, áreas antaño populares, como los barrios de Che Guevara, junto a Laginha, y Fonte do Meio y Alto de São Nicolau, colindantes con aquel, también han evolucionado hacía un tipo de viviendas de nivel elevado, residencia de un gran número de emigrantes regresados, igual que, hasta cierto punto, Alto Santo Antonio. El barrio de Chã do Monte do Sossego consiste casi exclusivamente en bloques de apartamentos, residencia de grupos sociales pudientes, como funcionarios y jóvenes profesionales.
Fuera de este cinturón homogéneo y próspero, encontramos estructuras urbanas más caóticas. Especialmente en los barrios más distantes y de desarrollo más reciente – como Espía, Ribeirinha o Lombo de Tanque –, donde se encuentran casas ostentosas de emigrantes regresados, junto con barracas e infraviviendas. Cuanto más apartados se encuentran del centro y del mar, más pobres son los barrios: Alto Solarine, Fonte Filipe, Bela Vista, Ilha da Madeira, Monte do Sossego y muchos otros.
La ciudad abarca los lugares y barrios de:
- Alto de Santo António
- Alto Miramar
- Alto Morabeza
- Alto São Nicolau
- Alto Solarine
- Atrás do Cemitério
- Bela Vista
- Campinho
- Centro Cidade
- Chã de Alecrim
- Chã de Cemitério
- Chã de Monte Sossego
- Chê Guevara
- Craca
- Cruz João Evora
- Dji d'Sal
- Escola Técnica
- Espia
- Fernando Pó
- Fonte Cónego
- Fonte Filipe
- Fonte Françês
- Fonte Inês
- Fonte Meio
- Forca
- Fortinho
- Horta Seca
- Lazareto
- Lombo Tanque
- Madeiralzinho
- Monte
- Monte Sossego
- Morada
- Pedra Rolada
- Pedreira
- Ribeira Bote
- Ribeira da Craquinha
- Ribeira de Julião
- Ribeira de Passarão
- Ribeirinha
- Sul do Cemitério
- Vila Nova
- Zona Industrial Sul
- Zona Militar

## Cultura

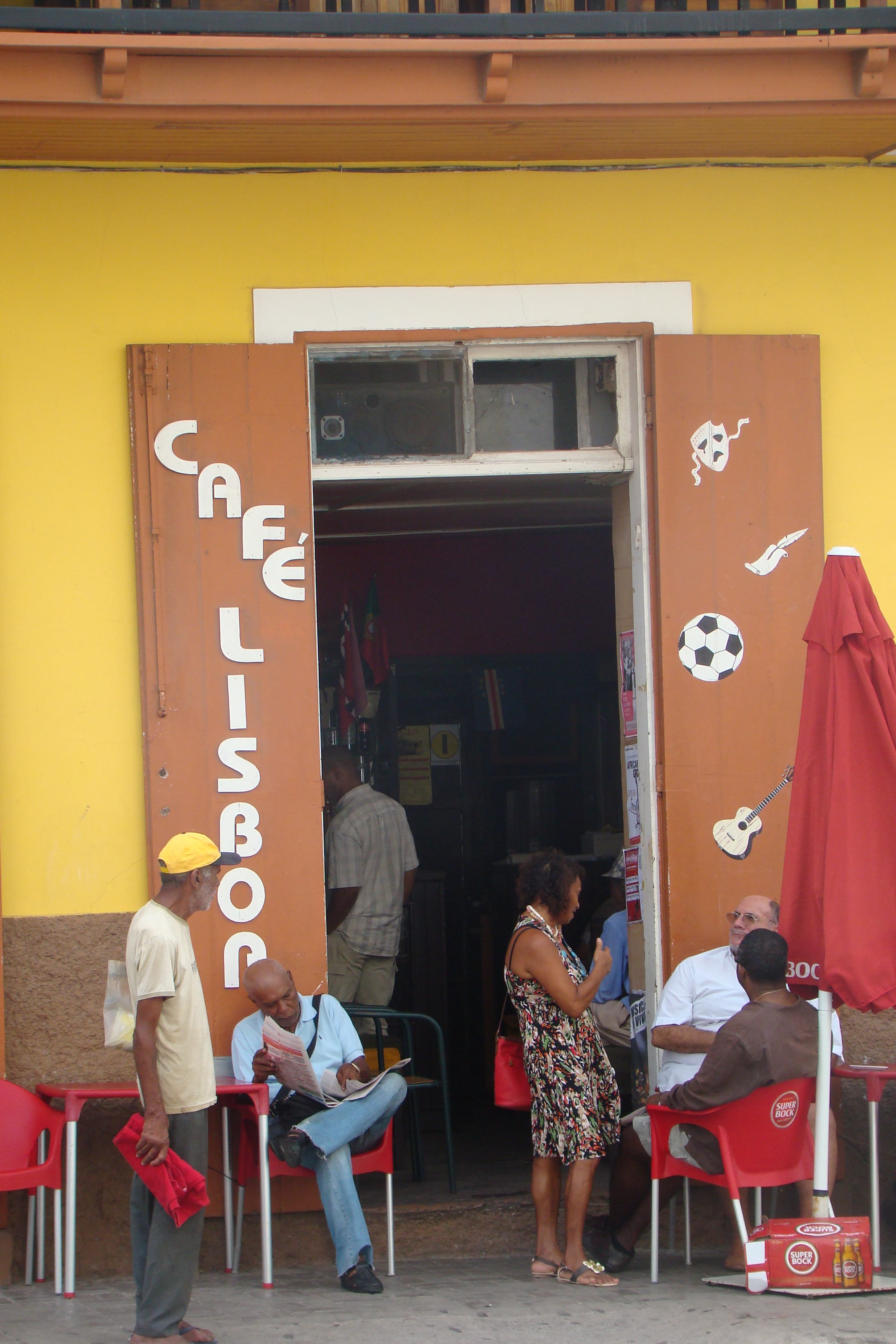
El Café Lisboa, punto de encuentro de artistas e intelectuales de Mindelo

Mindelo está considerada la capital cultural de Cabo Verde. Tanto por su actividad cultural permanente, como por el gran número de artistas caboverdianos que han nacido o vivido en ella, sobre todo músicos y pintores. Fue declarada "Villa Cultural de la Lusofonía", en 2003. Desde 1917 es la sede del Liceu Nacional Infante D. Henrique o Liceo Barlovento, la primera y más reputada institución educativa del archipiélago, en el que estudiaron personalidades políticas como Amílcar Cabral, el impulsor de la independencia, o el que fuera presidente del país, Pedro Pires. Actualmente mantiene una universidad propia, con doce licenciaturas, aunque su acceso está prácticamente reservado a las clases sociales más pudientes, dado el elevado precio de la matrícula (5.500 $) y del curso (15.000,00 $).
Mindelo es la ciudad natal de la gran Cesária Évora, en la que vivió siempre y donde ha sido enterrada. En Mindelo, también, nacieron otros importantes personajes de la cultura caboverdiana: Sérgio Frusoni (10 de agosto de 1901) y Ovídio Martins (28 de agosto de 1928), poetas; Jorge Carlos Fonseca poeta, jurista y anterior presidente del país; João Cleofas Martins (1901 - 1970), fotógrafo y humorista; João Vário (1937-2007), pseudónimo de João Manuel Varela, escritor, neurocirujano y científico; Luis Morais (1934 - 2002), saxofonista y compositor; y otros muchos. También ha sido lugar de residencia de otros artistas nacidos fuera de la isla, como el cantante y guitarrista Boy Gé Mendes. Uno de los centros de encuentro de los músicos e intelectuales de la ciudad, es el Café Lisboa, situado en la calle de igual nombre, un pequeño local de tertulias espontáneas, donde era frecuente encontrar a Cesária Évora, entre otros muchos artistas.
Musicalmente, Mindelo mantiene una actividad estable y continuada, con un gran número de locales que ofrecen música en directo todos los fines de semana del año, lo que permite la presencia de una escena importante de música caboverdiana, contando también con un activo Centro Cultural. En la cercana localidad de Baia das Gatas, se celebra en verano el más importante de los festivales de música autóctona, que congrega decenas de miles de personas.
El Centro Cultural de Mindelo es un espacio cultural de titularidad municipal, situado en la Avenida Marginal, esquina a la Rua Lisboa, en pleno casco histórico y frente al puerto deportivo. Se trata de un edificio de época colonial, en estilo neoclásico, originalmente construido para su uso como aduana, entre 1858 y 1860. En 1976 dejó de utilizarse para dicha finalidad y, tras pasar por varios usos administrativos, es restaurada en 1997 para su uso como espacio cultural. Dispone de un auditorio para 226 espectadores, salas de exposición, talleres de lectura y música, un pequeño estudio de grabación, cafetería y otras dependencias. Realiza programaciones de pintura y de música, especialmente, incluyendo conciertos de los principales músicos de Cabo Verde.

### Eventos culturales

#### Carnaval
El carnaval de Mindelo es de los más importantes del país. Tiene su origen en el siglo XII y es heredara de la cultura portuguesa.

#### Mindelact
Es un festival de teatro y música.

## Deporte

### Instalaciones deportivas
La ciudad dispones de varias instalaciones deportivas entre las que destacan el estadio Adérito Sena, y el pabellón Oeiras.

## Ciudades hermanadas
- Oporto, Portugal
- Coímbra, Portugal